# Andrés Mora Ibarra

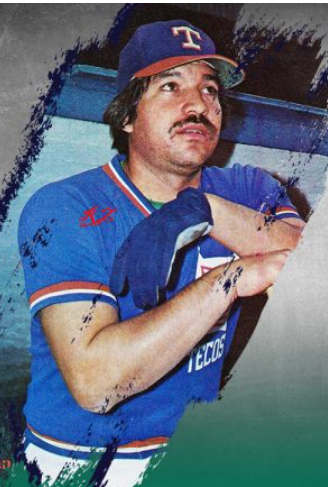
Andrés Mora con los Tecolotes

Andrés Mora Ibarra (Río Bravo, Allende, Coahuila, 25 de mayo de 1955 - Saltillo, Coahuila, 12 de junio de 2015) fue un beisbolista mexicano que tiraba con la derecha, jugó entre 1976 a 1980 en Ligas Mayores, y fue jonronero en la Liga Mexicana de Béisbol, en la Liga Mexicana del Pacífico, logrando 619 en total.

## Primeros Años
Nació en un pueblo de 2,000 habitantes en el municipio de Allende, del norte de Coahuila. Fue hijo de Alfonso Mora y Andrea Ibarra los cuales tuvieron 11 hijos y Andrés era el sexto. Fue a la escuela local José Garza Montalvo. Luego a los 11 años, su familia se trasladó a Saltillo donde a los 14 años jugó para el equipo de béisbol de primera fuerza con el equipo Río Bravo. Estando en tercero de preparatoria, fue invitado a jugar en el equipo Verdes del IMSS en Monterrey en la Liga semi profesional de otoño, donde también jugaban sus hermanos Jesús y Abelardo, así como Marcelo Juárez. Eleazar Galindo lo fichó para los Saraperos de Saltillo. De esa población también son Marcelo Juárez también elegido para el salón de la fama y el árbitro Efraín Ibarra y su primo de Andrés. Su hermano Jesús jugó con 5 temporadas para los Pericos de Puebla y Abelardo jugó para Saltillo en 1967 y ´68. 
Andrés jugó con Zacatecas en 1971 en la Liga Central y con Puerto Peñasco en la Liga Norte de Sonora. Jugó también en la Liga Tabasqueña de Invierno (1970-1980).

## Liga Mexicana

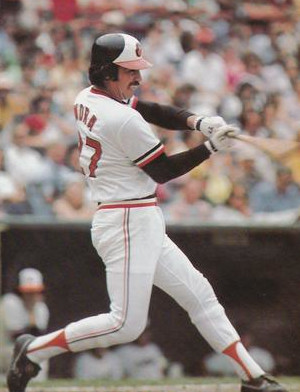
Andrés Mora Ibarra

Jugó 25 temporadas como jardinero y primera base, en 2,104 encuentros para 2,259 imparables, siendo 324 dobles, 32 triples para 1,498 carreras impulsadas, 1,114 carreras anotadas, desde hasta 1972 hasta 1997, para los equipos Saraperos de Saltillo (7), Tecolotes de Nuevo Laredo (1983-1988) y Industriales de Monterrey (1989, ´90, ´91 y ´97) y un récord de bateó de .314.
En 1975 ganó su trofeo por primera vez como campeón bateador.
Los últimos años fue manejador de los Tecolotes, aunque fue nombrado manejador del año 1995, no logró llevar al equipo a los jugos de postemporada por lo que duró poco. Luego dirigió a los Acereros de Monclova, pero también duró poco. Pasó como entrenador de bateo. También manejó a los Petroleros e Minatitlán en 2009.
Ocupa el cuarto lugar de todos los tiempos logrando 419 jonrones en la historia 
En 14 temporadas logró porcentaje arriba de .300. 8 temporadas fueron consecutivas (1983-1990). En 1986 bateó para .366.
En 12 temporadas logró más de 20 cuadrangulares y 5 temporadas con 30 o más jonrones y 5 temporadas con más de 100 carreras producidas.
5 temporadas logró impulsar más de 100 carreras.

## Estados Unidos
Fue firmado por los Expos de Montreal el 28 de febrero de 1978. Jugó para West Palm Beach, Florida donde no conectó hits en 21 ocasiones y se ponchó 11 veces.
Para las Ligas Mayores jugó 235 juegos, para 700 veces al bat, 156 hits, 27 dobles, 2 triples y 27 jonrones, para un promedio de .223. Los Orioles de Baltimore  lo compraron al Saltillo a los 20 años el 11 de agosto de 1975 para los cuales debutó el 13 de abril de 1976 y ese “fue un día maravilloso en mi carrera”; 4 días después conectó su primer jonrón en grandes ligas. Jugó con ellos entre 1976 al ´79. En 1980 pasó a los Indios de Cleveland.

## Liga Mexicana del Pacífico
Jugó 18 temporadas en esta liga. Se contrató para esta liga por primera vez con los Cañeros de los Mochis. También jugó con ls equipos de Guaymas, Mazatlán y Obregón, Tijuana y Guasave. Participó en una Serie del Caribe en 1988 en Santo Domingo para 16 turnos y 3 hits.
Ganó el campeonato de bateo en la liga en tres ocasiones, jugando con Los Mochis.
Fue tercer lugar histórico con 148 jonrones, con 593 carreras impulsadas, 1,015 hits para un promedio de .258.

## Reconocimientos y logros
Fue elegido miembro del Salón de la Fama del Béisbol Profesional Mexicano en 2003 junto con Nelson Barrera, Enrique Romo, Enrique Kerlegand y Fermín "Burbuja" Vázquez.
En 2020, Mora fue seleccionado como el jardinero izquierdo titular del Equipo Ideal Histórico de la Liga Mexicana por un comité de periodistas e historiadores del béisbol.
Se casó con Dora, quien era de la zona de Los Mochis y tuvieron dos hijos y una hija. Se separaron y Mora se casó con otra mujer de Nuevo Laredo, con quien tuvo otro hijo. Padeció diabetes, estuvo en silla de ruedas y finalmente falleció a los 60 años de edad de neumonía y fue sepultado en Saltillo.